# Wydział Inżynierii Materiałowej i Fizyki Politechniki Krakowskiej
Wydział Inżynierii Materiałowej i Fizyki – najmłodszy wydział Politechniki Krakowskiej. Został powołany z dniem 1 października 2019 roku.

## Kierunki studiów
- studia stacjonarne I stopnia
  - fizyka techniczna
  - inżynieria materiałowa
  - nanotechnologie i nanomateriały
- studia niestacjonarne I stopnia
  - inżynieria materiałowa
- studia stacjonarne II stopnia
  - fizyka techniczna (w języku polskim)
  - fizyka techniczna (w języku angielskim)
  - inżynieria materiałowa

## Historia
Ustawa „Prawo o szkolnictwie wyższym i nauce” sprawiła, że uczelnie na nowo musiały zdefiniować realizowane dyscypliny naukowe. Na Politechnice Krakowskiej zostały one wyłonione na podstawie analizy potencjału badawczego i dorobku publikacyjnego pracowników PK, a także złożonych przez nich deklaracji o przypisaniu się do dyscypliny. Pozwoliło to na oparcie struktury organizacyjnej PK na wydziałach, skupionych wokół dyscyplin. Przyjęcie takiego modelu zarządzania spowodowało konieczność utworzenia nowego wydziału – Inżynierii Materiałowej i Fizyki – który został powołany 1 października 2019 roku.

## Główne kierunki działalności naukowo-badawczej[3]
- badania nad wytwarzaniem i zastosowaniem zeolitów i geopolimerowych kompozytów wytwarzanych z materiałów odpadowych,
- badania nad wytwarzaniem metodami addytywnymi materiałów metalowych, ceramicznych i geopolimerowych,
- badania nad inteligentnymi biomateriałami dla inżynierii tkankowej oraz systemami dostarczania leków takich jak nanocząstki i systemy transdermalne stosowane w terapii przeciw nowotworom,
- przyjazne dla środowiska kompozyty polimerowe,
- recykling i utylizacja materiałów polimerowych,
- materiały kompozytowe do zastosowań biomedycznych,
- cienkie warstwy i funkcjonalne powłoki do zaawansowanych materiałów.

## Struktura[4]
- Katedra Inżynierii Materiałowej (I-1)
- Katedra Fizyki (I-2)

## Władze (kadencja 2025-2028)[5]
- dr hab. inż. Janusz Mikuła, prof. PK – dziekan
- prof. dr hab. inż. Agnieszka Sobczak-Kupiec – prodziekan
- dr hab. Ewa Gondek, prof. PK – prodziekan
- dr inż. Marek Nykiel – prodziekan
- dr inż. Dariusz Mierzwiński – prodziekan

## Koła Naukowe[6]
- KN Enigma
- KN KWARK
- KN Spawalników, Odlewników i Metalurgii Proszków
- Koło Naukowe Materiałów Funkcjonalnych SMART-MAT
- Koło Naukowe „Inżynieria Materiałowa”
- Koło Naukowe „NAnowo”